# Тинсид (тауншип, Миннесота)
Тинсид (англ. Tynsid) — тауншип в округе Полк, Миннесота, США. На 2000 год его население составило 58 человек.

## География
По данным Бюро переписи населения США площадь тауншипа составляет 37,0 км², из которых 37,0 км² занимает суша, водоёмов нет.

## Демография
По данным переписи населения 2000 года здесь находились 58 человек, 26 домохозяйств и 21 семья. Плотность населения —  1,6 чел./км². На территории тауншипа расположено 29 построек со средней плотностью 0,8 построек на один квадратный километр. Расовый состав населения: 98,28 % белых и 1,72 % коренных американцев.
Из 26 домохозяйств в 19,2 % воспитывались дети до 18 лет, в 76,9 % проживали супружеские пары и в 19,2 % домохозяйств проживали несемейные люди. 11,5 % домохозяйств состояли из одного человека, при том 7,7 % из — одиноких пожилых людей старше 65 лет. Средний размер домохозяйства — 2,23, а семьи — 2,43 человека.
13,8 % населения — младше 18 лет, 3,4 % — в возрасте от 18 до 24 лет, 24,1 % — от 25 до 44, 51,7 % — от 45 до 64, и 6,9 % — старше 65 лет. Средний возраст — 48 лет. На каждые 100 женщин приходилось 132,0 мужчин. На каждые 100 женщин старше 18 приходилось 127,3 мужчин.
Средний годовой доход домохозяйства составлял 48 000 долларов, а средний годовой доход семьи —  49 750 долларов. Средний доход мужчин —  33 125  долларов, в то время как у женщин — 20 417. Доход на душу населения составил 21 038 долларов. За чертой бедности не находились ни одна семья и ни один человек.